# RAB4A
RAB4A (англ. RAB4A, member RAS oncogene family) – білок, який кодується однойменним геном, розташованим у людей на короткому плечі 1-ї хромосоми.  Довжина поліпептидного ланцюга білка становить 218 амінокислот, а молекулярна маса — 24 390.
| 10         |  | 20         |  | 30         |  | 40         |  | 50         |
| ---------- |  | ---------- |  | ---------- |  | ---------- |  | ---------- |
| MSQTAMSETY |  | DFLFKFLVIG |  | NAGTGKSCLL |  | HQFIEKKFKD |  | DSNHTIGVEF |
| GSKIINVGGK |  | YVKLQIWDTA |  | GQERFRSVTR |  | SYYRGAAGAL |  | LVYDITSRET |
| YNALTNWLTD |  | ARMLASQNIV |  | IILCGNKKDL |  | DADREVTFLE |  | ASRFAQENEL |
| MFLETSALTG |  | ENVEEAFVQC |  | ARKILNKIES |  | GELDPERMGS |  | GIQYGDAALR |
| QLRSPRRAQA |  | PNAQECGC   |  |            |  |            |  |            |

A: Аланін

C: Цистеїн

D: Аспарагінова кислота

E: Глутамінова кислота

F: Фенілаланін

G: Гліцин

H: Гістидин

I: Ізолейцин

K: Лізин

L: Лейцин

M: Метіонін

N: Аспарагін

P: Пролін

Q: Глутамін

R: Аргінін

S: Серин

T: Треонін

V: Валін

W: Триптофан

Кодований геном білок за функцією належить до фосфопротеїнів. 
Задіяний у таких біологічних процесах як транспорт, транспорт білків. 
Білок має сайт для зв'язування з нуклеотидами, ГТФ. 
Локалізований у цитоплазмі, мембрані.